# Оскар Боб
Оскар Боб (норв. Oscar Bobb; 12. јул 2003) је норвешки професионални фудбалер који тренутно наступа за Манчестер Сити и репрезентацију Норвешке. Висок је 170 центиметара и игра на позицији десног крила или офанзивног везног.

## Клупска каријера

### Почетак каријере и селидба у Португал
Рођен у Ослу, Боб је као јуниор играо за Лин. У 2013. години почео је преговоре са португалским клубом ФК Порто, након што се добро показао на турниру Алгарве. Порто је контактирао Бобову мајку, Турид Гунеш, да покуша да убеди младог фудбалера да потпише за њихов тим. Толико су далеко отишли да су понудили да плате пут за њих двоје да посете клуб у Порту. Октобра 2015. Гунес се сама сели у Португал, пре потписивања документације у новембру исте године да би Боб био пријављен у Фудбалски савез Португалије.
Иако је документација одбијена од стране ФИФА у јануару 2016, Боб и његова мајка су остали у Порту и јануара 2017. је покушао да потпише за школу фудбала Ернани Гонсалвеш. Међутим ФИФА је сумњала да је Бобова мајка својевољно дошла у Португал, како би се бавила глумом и сумњали су да је школа фудбала Ернани Гонсалвеш независна од Порта, тако да су одбили да Бобу издају међународни сертификат за трансфер.
Случај је дошао до Суда за спортску арбитражу, који је стао на страну ФИФЕ и Бобу је речено да се врати у Норвешку. Након тога је потписао за клуб у Ослу, Волеренгу.

### Манчестер Сити
Јула 2019. године, Боб је потписао за тим из Премијер Лиге, Манчестер Сити. Октобра исте године, он је именован за најбољег младог талента у Манчестер Ситију у својој старосној групи. То су објавиле Енглеске новине Гардијан.
Након релативно лошег почетка, у поређењу са осталим младим играчима доведеним у исто време, Боб је осигурао своје место у тиму Манчестер Ситија до 23 године, забележивши бројне асистенције у својој првој сезони. Као награду је добио унапређење, са резерви је пребачен на клупу Манчестер Ситија прву пут у ФА Куп утакмици против ФК Свиндон Тауна 7. јануара 2022. године, међутим није имао прилику да уђе у игру.
Дана 2. септембра 2023, Боб је забележио свој деби у Премијер лиги против Фулама када је у 88. минуту заменио Фила Фодена. Учествовао је у стварању акције која је довела до 5. гола који је постикао његов колега (суграђанин) из Норвешке, Ерлинг Холанд. Септембра 19. је забележио свој први наступ у Лиги Шампиона против Црвене Звезде, где је опет заменио Фила Фодена у 83. минуту у утакмици коју су победили резултатом 3-1. Дана децембра 13. је, поново против Црвене Звезде, постигао свој први год у Лиги Шампиона у утакмици коју су победили резултатом 3-2. Дана 13. јануара 2024. године, постигао је први год у Премијер лиги у 91. минуту утакмице против Њукасл Јунајтеда. Осигурао је победу резултатом 3-2. Месец дана касније, 26. фебруара, потписао је дугорочни уговор са клубом до 2029. године.

## Репрезентативна каријера
Боб има делимично гамбијско и норвешко порекло. Ипак рођен је у Норвешкој и њен је млади репрезентативац. Играо је до селекције за играче до 21 године.
Боб је свој позив за први тим Норвешке добио у октобру 2023. године (за међународне утакмице). Свој сениорски деби је забележио у 63. минуту у утакмици УЕФА квалификација за ЕУРО 2024 против Кипра, 12. октобра. Утакмицу су завршили победом резултатом 4-0.
Дана 16. новембра 2023. године, Боб је забележио и свој први год за репрезентацију Норвешке у пријатељком мечу против Фарских острва.

## Персонални живот
Оскар Боб говори течни португалски језик.

## Статистика

### У клубу
Ажурирано 28. априла 2024.
| Клуб           | Сезона    | Лига          | Лига    | Лига   | ФА Куп  | ФА Куп | ЕФЛ Куп | ЕФЛ Куп | Европа  | Европа | Остало  | Остало | Укупно  | Укупно |
| Клуб           | Сезона    | Ранг          | Наступи | Голови | Наступи | Голови | Наступи | Голови  | Наступи | Голови | Наступи | Голови | Наступи | Голови |
| -------------- | --------- | ------------- | ------- | ------ | ------- | ------ | ------- | ------- | ------- | ------ | ------- | ------ | ------- | ------ |
| Манчестер Сити | 2023/24   | Премијер Лига | 13      | 1      | 5       | 0      | 1       | 0       | 4       | 1      | 2       | 0      | 25      | 2      |
| Свеукупно      | Свеукупно | Свеукупно     | 13      | 1      | 5       | 0      | 1       | 0       | 4       | 1      | 2       | 0      | 25      | 2      |

### У репрезентацији
| Репрезентација | Година | Наступи | Голови |
| -------------- | ------ | ------- | ------ |
| Норвешка       | 2023.  | 4       | 1      |
| Норвешка       | 2024.  | 2       | 1      |
| Укупно         | Укупно | 6       | 2      |

#### Голови за репрезентацију
Ажурирано 12. јуна 2022.
Голови Норвешке су наведени на првом месту. Колона „гол” означава резултат на утакмици након Холандовог гола.
| Бр. | Датум              | Стадион                | Наступ | Противник     | Гол | Резултат | Такмичење   |
| --- | ------------------ | ---------------------- | ------ | ------------- | --- | -------- | ----------- |
| 1   | 16. новембар 2023. | Улевол, Осло, Норвешка | 3.     | Фарска Острва | 2-0 | 2-0      | Пријатељска |
| 2.  | 22. март 2024.     | Улевол, Осло, Норвешка | 5.     | Чешка         | 1-0 | 1-2      | Пријатељска |

## Успеси
Манчестер Сити
- Премијер лига: 2023/24.[20]
- ФА Комјунити шилд: 2024.[21]
- УЕФА суперкуп: 2023.[22]
- ФИФА Светско клупско првентсво: 2023.[23]

Појединачни
- Гол месеца у Премијер лиги: јануар 2024.[19]